# 綠門酒館
綠門酒館（英語：Green Door Tavern）據說是芝加哥現存最古老的飲酒場所。它於1921年開張，但建築物是建於1872年。

## 歷史
這座建築物位於美國伊利諾州芝加哥的Orleans街北678號（700N，300W），於1872年由James McCole在芝加哥大火發生一年後建成。它有一個木骨架建築，而木骨架被芝加哥市議會不久後通過的一項法令在中央商務區宣佈為非法的建築技術。最初的租戶是Lawrence P. Elk，他將地下層用作雜貨店，並住在樓上。它於1921年被改造由Vito Giacomoni經營的一間餐飲場所「Huron-Orleans Restaurant」。在禁酒令期間，他的兒子Jack和Nello把它經營為地下酒吧。
在1930年代，酒吧獲得了「綠門」（The Green Door）的綽號，而這綽號最終被正式採用。
George Parenti於1985年8月從Giacomoni兄弟那裡購買了酒吧。
2015年1月，在地下室中開設了一個小型、類似地下酒吧空間，稱為「The Drifter」。

## 外部連結
- 官方网站